# ARHiNET
ARHiNET je mrežni informacijski sustav za opis, obradu i upravljanje arhivskim gradivom. Namijenjen je arhivima i drugim imateljima arhivskog gradiva (muzeji, knjižnice i dr.) te ustanovama, upravnim tijelima i poduzećima koja stvaraju arhivsko gradivo.

## Djelatnost
Jedinstveni je nacionalni arhivski sustav kojega je pokrenulo Ministarstvo kulture u suradnji s Hrvatskim državnim arhivom i koji predstavlja temelj informatizacije arhivske službe u Republici Hrvatskoj. 
Dana 12. listopada 2007., u Hrvatskom državnom arhivu u Zagrebu, ministar kulture mr. sc. Božo Biškupić otvorio je ARHiNET za javno korištenje.
ARHiNET programsko rješenje obuhvaća sve funkcije arhiva: čuvanje, zaštitu, obradu i korištenje arhivskoga gradiva. Integracijom podataka i usluga arhiva korisnicima su na jednome mjestu dostupni svi podaci o evidentiranome gradivu i njegovim imateljima i stvarateljima. Uvođenje jedinstvenog nacionalnog arhivskog informacijsko-evidencijskog sustava kod svih imatelja i stvaratelja arhivskoga gradiva omogućuje integriranje i razmjenu podataka među ustanovama koje čuvaju arhivsko gradivo, a istodobno osigurava njegovu zaštitu i informacijsku cjelovitost.
Registar arhivskih fondova i zbirki Republike Hrvatske, središnja nacionalna evidencija arhivskoga gradiva, sastavni je dio sustava i omogućuje on-line pristup podacima o arhivskim zapisima koji se čuvaju u državnim i drugim arhivima te kod drugih imatelja arhivskog gradiva
Arhivska služba utvrđena je kao obvezna javna služba, a arhivsko gradivo stavljeno je pod osobitu zaštitu države. Na zaštitu arhivskoga gradiva primjenjuju se i propisi o zaštiti kulturnih dobara. Sve su javne službe obvezne skrbiti za gradivo koje nastaje njihovim radom ili se nalazi u njihovu posjedu te ga po isteku određenih rokova predati mjerodavnom državnom, odnosno javnom arhivu. Polazeći od načela cjelovitosti arhivskoga gradiva kao sastavnog dijela hrvatske kulturne baštine, zakon uređuje i pitanje zaštite, dostupnosti i prometa privatnim arhivskim gradivom.
Za rad arhivske službe mjerodavno je Ministarstvo kulture, gdje u okviru Uprave za zaštitu kulturne baštine djeluje Odjel za arhivsku djelatnost. Kao savjetodavno tijelo ministra kulture za stručne arhivske poslove pri Ministarstvu djeluje Hrvatsko arhivsko vijeće koje se uz opća pitanja bavi unapređenjem i razvitkom službe: razmatra godišnje programe i izvješća o radu državnih arhiva, daje mišljenje o osnivanju novih arhiva, usmjerava međunarodnu arhivsku suradnju, potiče donošenje i promjene zakona i provedbenih propisa te predlaže dodjeljivanje viših zvanja u arhivskoj struci i drugo. Svi stručni i administrativni poslovi Vijeća kao i njegove odluke provode se preko Hrvatskoga državnoga arhiva (HDA) koji je ujedno zadužen za sve matične i razvojne poslove arhivske službe u Republici Hrvatskoj. Kao središnja ustanova arhivske službe HDA skrbi o evidencijama arhivskoga gradiva na nacionalnoj razini te planira i usklađuje stručni rad arhiva.
Mrežu javnih arhivskih ustanova danas čine HDA i 18 područnih državnih arhiva (u Bjelovaru, Dubrovniku, Gospiću, Karlovcu, Križevcima, Osijeku, Pazinu, Rijeci, Sisku, Slavonskom Brodu, Splitu, Šibeniku, Štrigovi, Varaždinu, Virovitici, Vukovaru, Zadru i Zagrebu). HDA je mjerodavan za gradivo središnjih državnih tijela i ostalo gradivo od značaja za Republiku Hrvatsku u cjelini, a područni državni arhivi skrbe za gradivo jedinica lokalne samouprave (gradovi, općine, županije), državnih tijela na lokalnoj razini i drugih stvaratelja na području njihova djelovanja.

## Vanjske poveznice
- Službena stranica